# Myxopyrum
Myxopyrum , rod maslinovki smješten u tribus Myxopyreae. Postoji pet priznatih vrsta iz tropske Azije i južne Kine.

## Vrste
1. Myxopyrum nervosum Blume
2. Myxopyrum ovatum A.W.Hill
3. Myxopyrum pierrei Gagnep.
4. Myxopyrum serratulum A.W.Hill
5. Myxopyrum smilacifolium Blume